# 英国認証機関認定審議会
英国認証機関認定審議会（えいこくにんしょうきかんにんていしんぎかい、UKAS（ユーカス）: United Kingdom Accreditation Service）とは、英国貿易産業省などの助成金で運営されている非営利団体である。
イギリスのEN45000、ISOなどの認定機関でありISO 9001、ISO 14001、ISO 27001、ISO 22000等、イギリス国内の認定認証業務を行っていたが、現在はイギリス国内だけでなく、イギリス国外の品質・環境マネジメントシステムも行い、日本においてはISO適合認定機関としても代理店を通して認定業務を行っている。